# Chiesa di Sant'Antonio di Padova (Košice)
La chiesa di Sant'Antonio di Padova (in slovacco Kostol svätého Antona Paduánskeho, più nota come chiesa dei francescani (Františkánsky kostol) o chiesa del seminario (Seminárny kostol) è un edificio di culto cattolico del centro di Košice. Originariamente era una chiesa gotica del XIV secolo, ma all'inizio del XVIII secolo subì importanti rimaneggiamenti e oggi appare nelle forme di una chiesa barocca. Con l'attiguo convento francescano si affaccia sulla strada principale di Košice, Hlavná ulica. È dedicata a Sant'Antonio di Padova. Per lunghezza si tratta della seconda chiesa di tutta la Slovacchia, preceduta solo dalla Cattedrale di San Martino di Bratislava.

## Storia
La chiesa fu costruita dalla famiglia Perényi dopo l'incendio del 1333. Originariamente era dedicata a San Nicola. Fu completata nel 1405.
Durante l'incendio della città nel 1556, la chiesa bruciò. L'ordine francescano lasciò Košice nel 1600 e la chiesa danneggiata fu utilizzata come deposito di armi fino al 1668. In questo periodo solo il presbiterio e la sagrestia furono utilizzati per il culto. Tuttavia, dal 1597 al 1671, mentre Eger era occupata dai turchi, il presbiterio fu utilizzato come cattedrale della diocesi di Eger. Durante la rivolta protestante di István Bocskai, rimase l'unica chiesa cattolica della città.
Intorno al 1634, il conte Štefan Nyári, la più alta autorità militare della città, si spese per riportare l'|ordine francescano a Košice. I francescani tornarono nel 1651. Nella chiesa usavano solo la cappella dedicata a Sant'Antonio di Padova. L'intera chiesa tornò a essere utilizzata dopo il 1668, quando il deposito di armi fu chiuso per ordine dell'imperatore Leopoldo I.
Il restauro della chiesa fatiscente iniziò solo nel 1718 dopo la fine della rivolta di Rákóczi. Alla ricostruzione, che si protrasse fino al 1724 presero parte il costruttore Tomáš Tornyossy e lo scultore Šimon Griming. La navata e la facciata della chiesa furono modificate secondo lo stile barocco. Lo stile gotico rimase presente nella zona absidale originale e nei rilievi del portale gotico originale. Nel 1760 fu aggiunto un nuovo altare maggiore. La chiesa fu nuovamente distrutta da un incendio nel 1779 e la successiva ricostruzione durò quattro anni. In questo periodo, a causa dello scioglimento degli ordini mendicanti da parte dell'imperatore Giuseppe II, la chiesa fu confiscata ai francescani. Dopo l'erezione della diocesi di Košice nel 1804, il seminario diocesano sorse vicino alla chiesa, che divenne così la chiesa del seminario.
Durante le guerre napoleoniche, la chiesa fu adibita a deposito di generi alimentari. Nel XIX secolo, durante la ricostruzione della Cattedrale di Sant'Elisabetta, la chiese funse nuovamente utilizzata da cattedrale.

## Descrizione

### Pianta e facciata

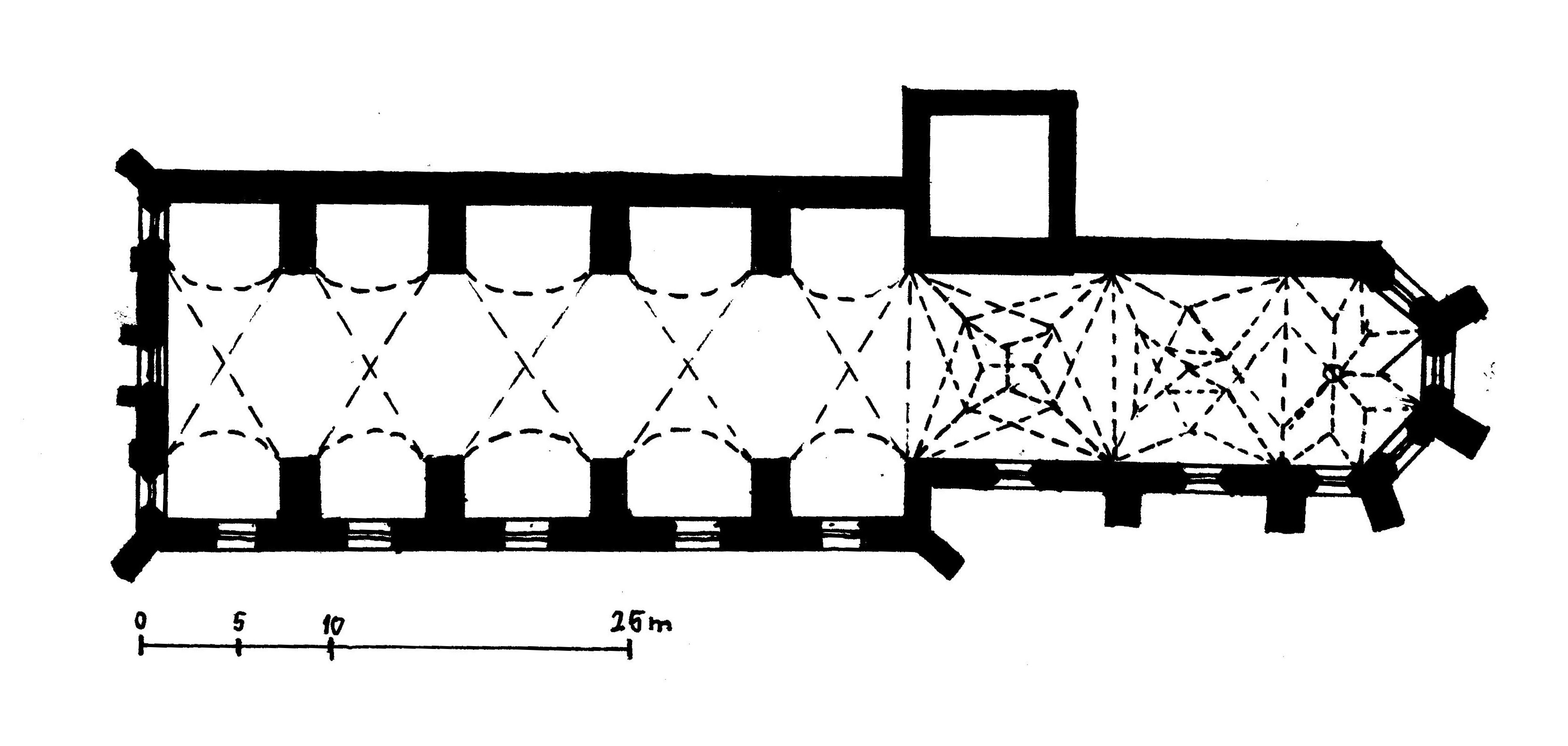
Pianta della chiesa

La chiesa sorge sul lato meridionale del convento e segue l'orientamento tradizionale, con l'altare maggiore rivolto verso est. Ha una sola navata, che termina in un profondo presbiterio che si allunga per due campate oltre all'abside gotica poligonale. Alla parete nord del santuario è addossato un campanile a pianta quadrata alto sei piani.
Lungo la navata si susseguono sette cappelle, quattro sul lato meridionale e tre sul lato settentrionale. La campata più occidentale non ospita cappelle, perché funge da endonartece e nella parte centrale è coperta da una tribuna, in cui è alloggiato l'organo.
La facciata a tre assi è terminata da un timpano triangolare, che è decorato con volute realizzate successivamente. All'interno del timpano si trova un angelo fra le nubi, circondato da un'insegna vagamente triangolare con l'iscrizione "ConspICIte, progreDItVr qVasI aVrora MarIa": sommando le lettere maiuscole si ottiene la data 1720. La parte centrale della facciata è sottolineata da un portale con arco a tutto sesto affiancato da due colonne e due rosoni ellittici sovrapposti, di cui il superiore è più schiacciato. Due lesene ai lati percorrono la facciata fino all'altezza del timpano. I capitelli delle lesene sono decorate con motivi vegetali a volute. Esternamente i contrafforti in posizione obliqua incorniciano la facciata: sono decorati con altre due lesene, identiche a quelle centrali e sono timbrati da una voluta, su cui poggia una statua.
Sopra il portale principale si trova un rilievo gotico del XIV secolo raffigurante il Calvario, sormontato da un baldacchino barocco. Il rilievo gotico, per la sua qualità di lavorazione, supera anche i rilievi della Cattedrale di Sant'Elisabetta. Raffigura il Salvatore con i due ladroni. Alla base della croce, a sinistra, ci sono le figure delle tre Marie. Sulla destra è raffigurato San Giovanni e Longino. Nelle scene laterali sono raffigurate la Flagellazione e l'Incoronazione di spine, scoperte durante una ricerca degli anni 1980.
Le sculture barocche sulla facciata della chiesa sono opera di Simon Grimming. Nella nicchia di destra è collocata una statua di Sant'Antonio di Padova, a sinistra una statua di San Francesco d'Assisi. La statua della Vergine Maria è alloggiata nella nicchia del frontone. Sulle volute dei contrafforti a destra si trova Santa Margherita da Cortona, a sinistra Santa Chiara d'Assisi.

### Interno
Le decorazioni dell'interno risalgono al XVIII secolo.

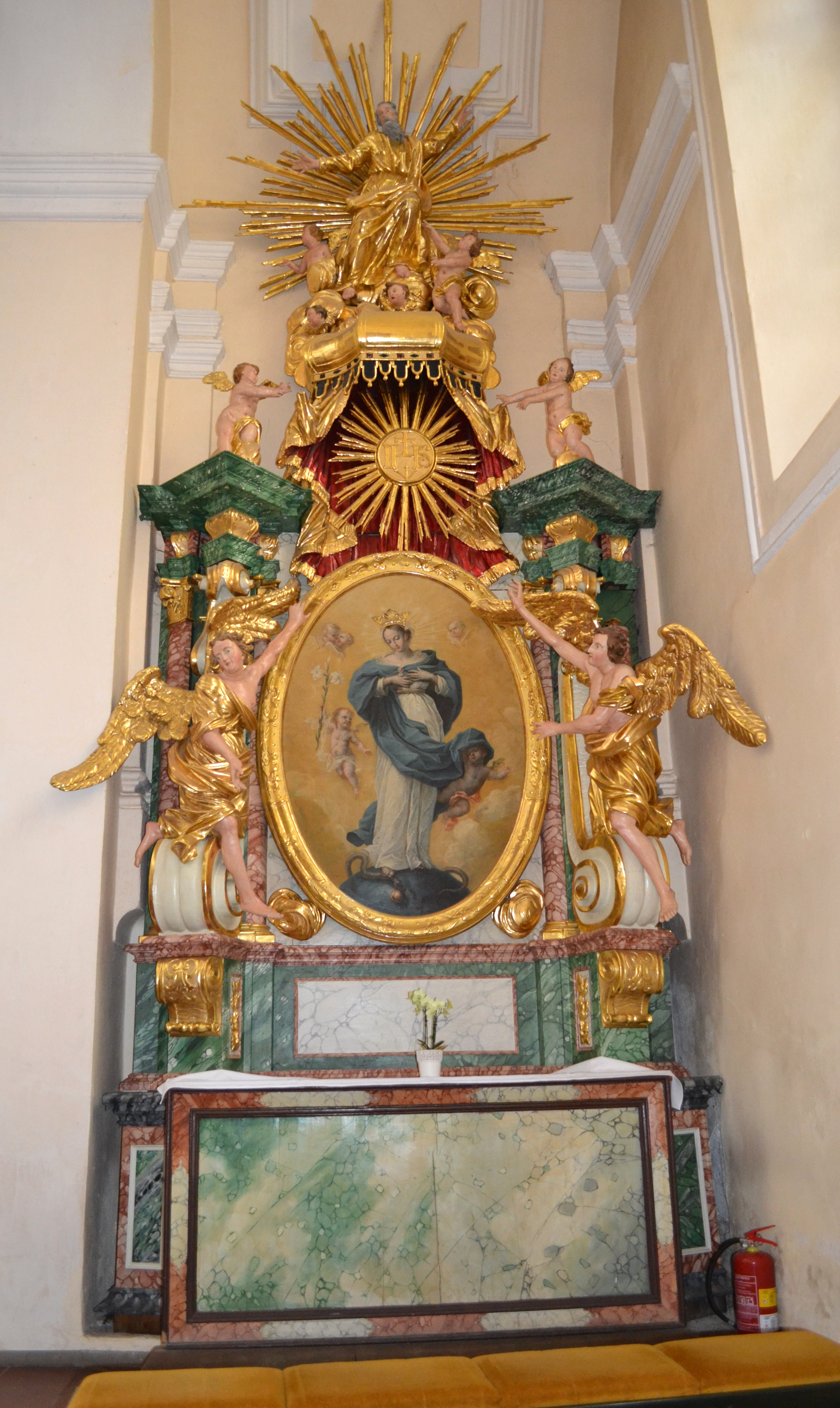
L'altare laterale della Vergine Maria.

Le volte della navata centrale sono state affrescate dal pittore viennese Wretlund: vi sono raffigurate le scene dell'Incoronazione della Vergine Maria, del Battesimo di Cristo e i quattro dottori della Chiesa, nonché elementi architettonici.
L'altare maggiore rococò del 1760 è decorato con una pala del pittore trentino Michelangelo Unterperger che mostra la Vergine Maria con Gesù Bambino e Sant'Antonio di Padova. Ai lati sono collocate le statue dei santi Pietro e Paolo. Sulla volta del presbiterio è raffigurato san Tommaso d'Aquino con il Santissimo sacramento. Nella parete di fondo è murato un pastoforio tardo-gotico. Accanto ad esso, sul fianco meridionale, si trova un triplo sedile in pietra, sormontato da un traforo riccamente decorato.
Nelle cappelle laterali, che furono aggiunte nella ricostruzione settecentesca, si trovano sette altari, tutti del XVIII secolo. L'altare di San Pietro d'Alcántara, raffigurato nella pala, è completato dalle statue di Santo Stefano d'Ungheria e san Ladislao. L'altare della Santa Famiglia è completato con quattro statue di santi: Stefano d'Ungheria, Ladislao, Rosalia e una santa ignota. Sono presenti anche l'altare dei Sette Dolori della Vergine Maria e l'altare della Santa Croce. L'altare della Vergine Maria ha forma a baldacchino con la statua di Dio Padre e una pala ovale. Simile a questo è l'altare di San Francesco d'Assisi, con una pala del pittore ungherese Ferenc Deéd del 1941, nella sommità vi è un quadro di Santa Margherita da Cortona. Infine l'altare di San Giovanni Nepomuceno contiene una scena in rilievo e il gruppo scultoreo della Santissima Trinità.
La navata originaria era più alta di tre o quattro metri rispetto alla navata barocca attuale. La navata è relativamente stretta ed è coperta da una volta con volta a botte con lunette appoggiate su un marcato cornicione continuo. Tuttavia, la decorazione pittorica della volta presenta i costoloni di una volta a crociera. Gli archi che danno accesso alle cappelle laterali sono evidenziati da lesene con capitelli corinzi.

### Sepolture
Nella cripta sotto il pavimento del presbiterio è sepolto il vescovo di Eger Benedek Kisdy, morto nel 1660. Vi sono altre sepolture di personalità militari e locali, nonché le tombe dei frati.

## Galleria d'immagini

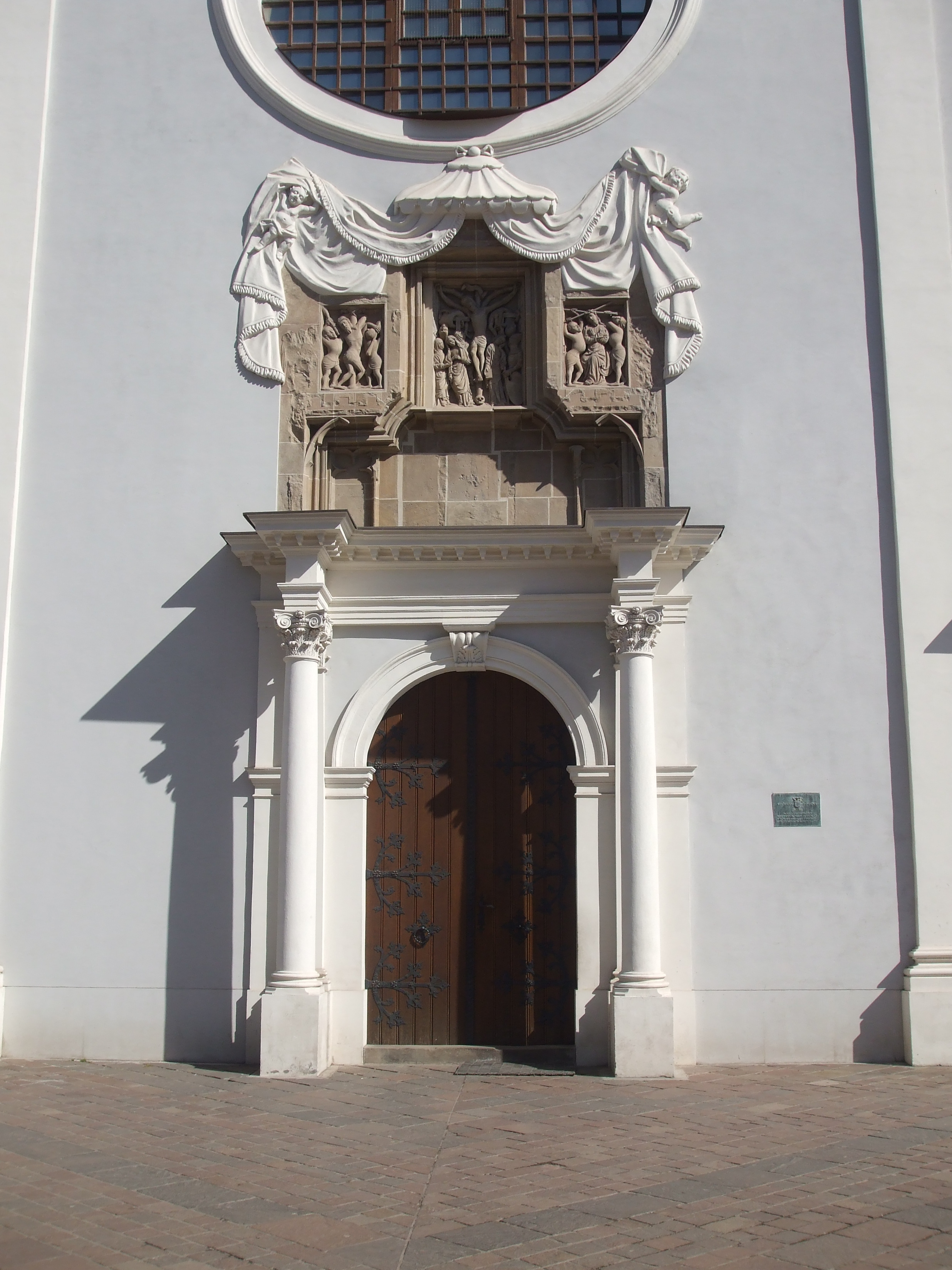
Il portale centrale
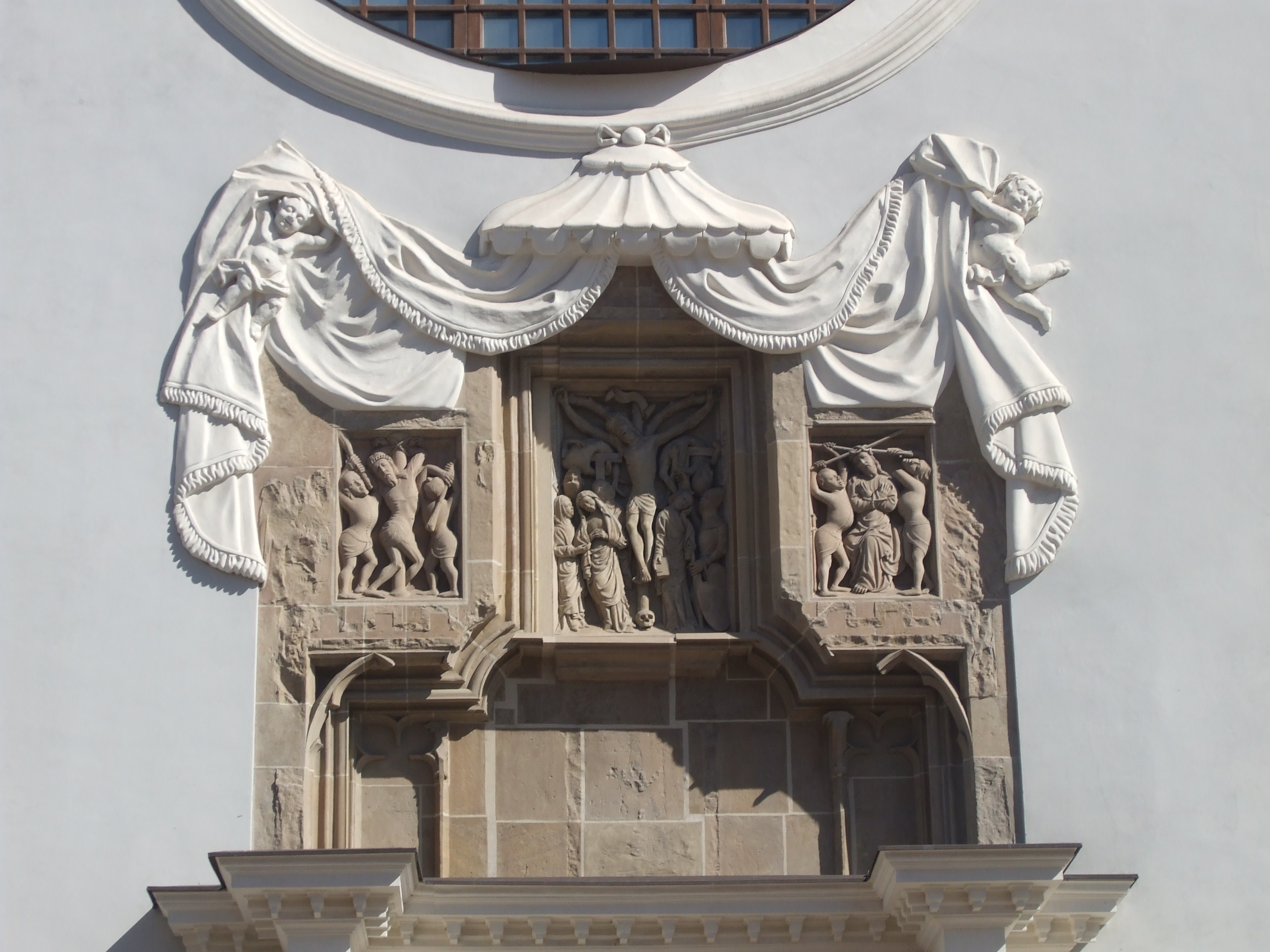
Il rilievo gotico sopra il portale
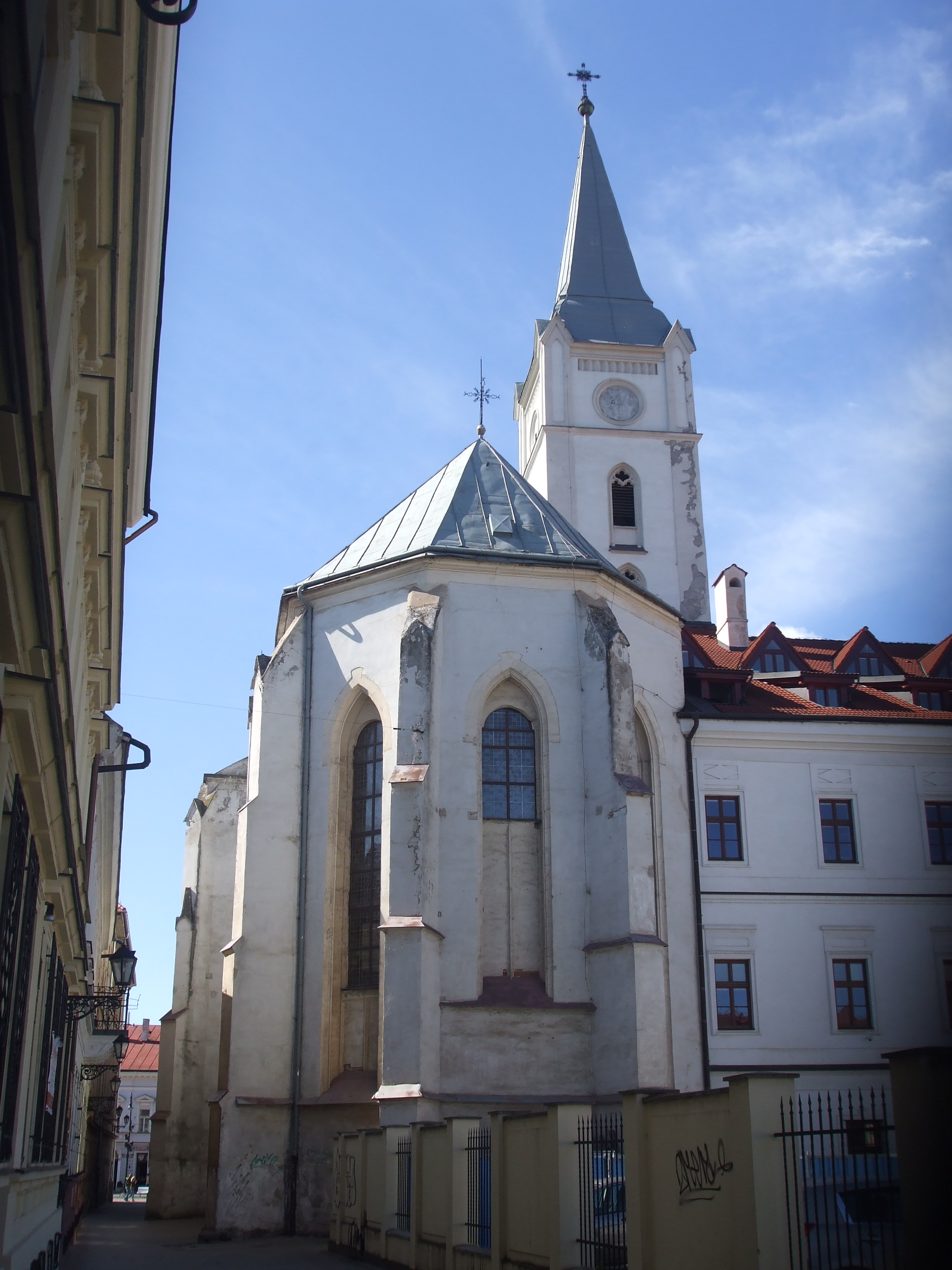
L'abside gotica
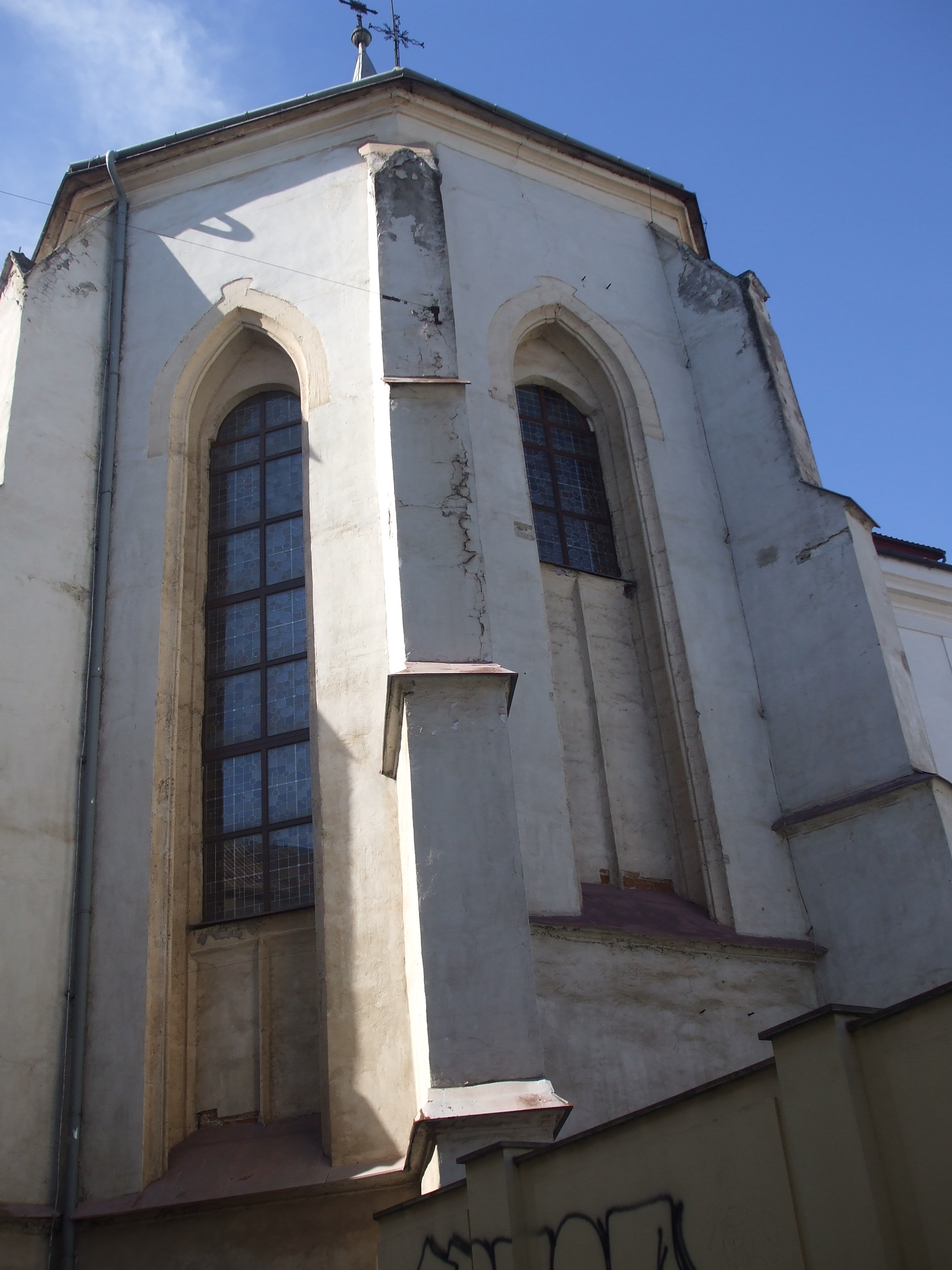
I finestroni gotici e i contrafforti dell'abside
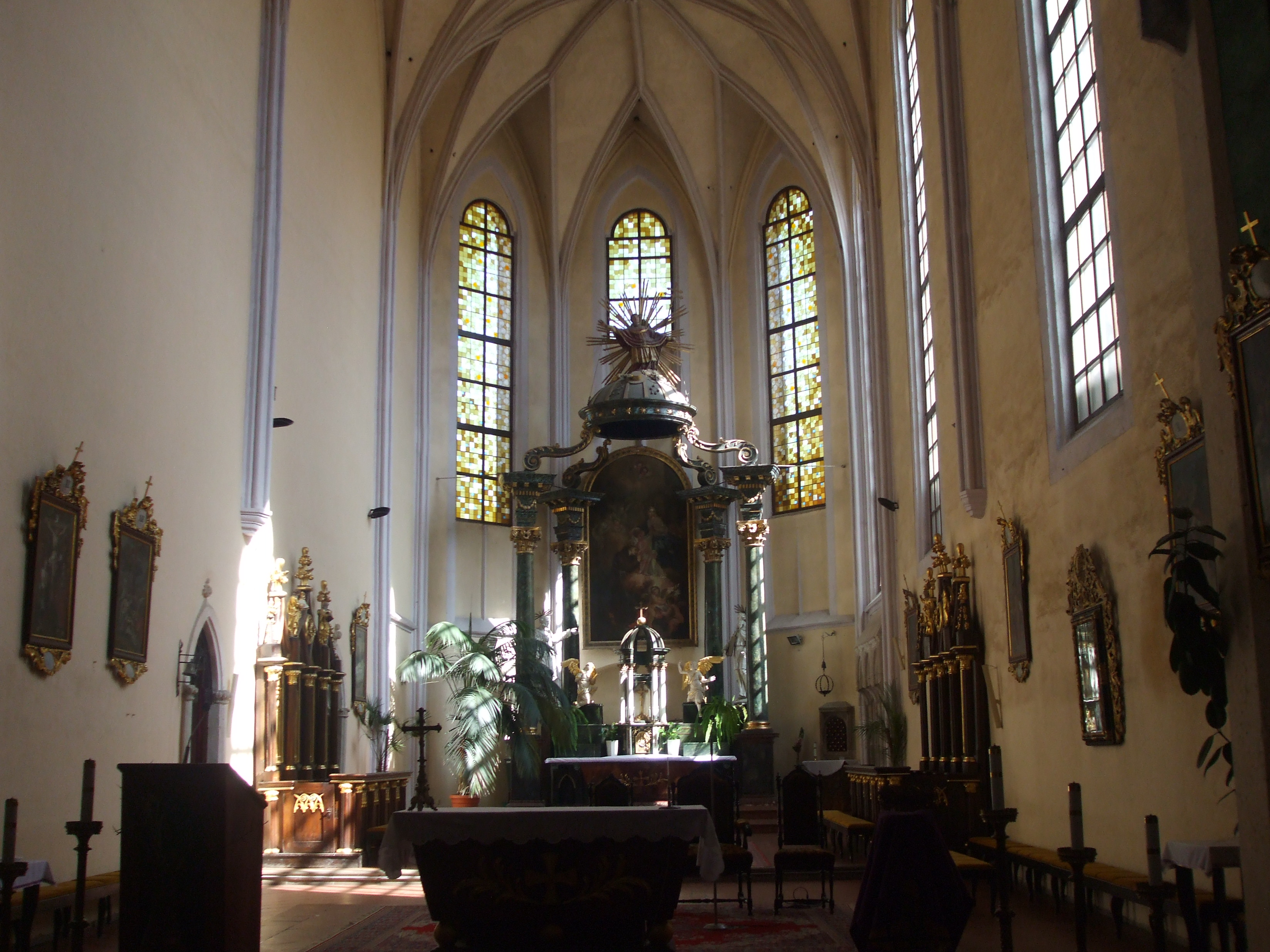
Interno. L'altar maggiore del 1760 con la pala del pittore trentino Michelangelo Unterperger
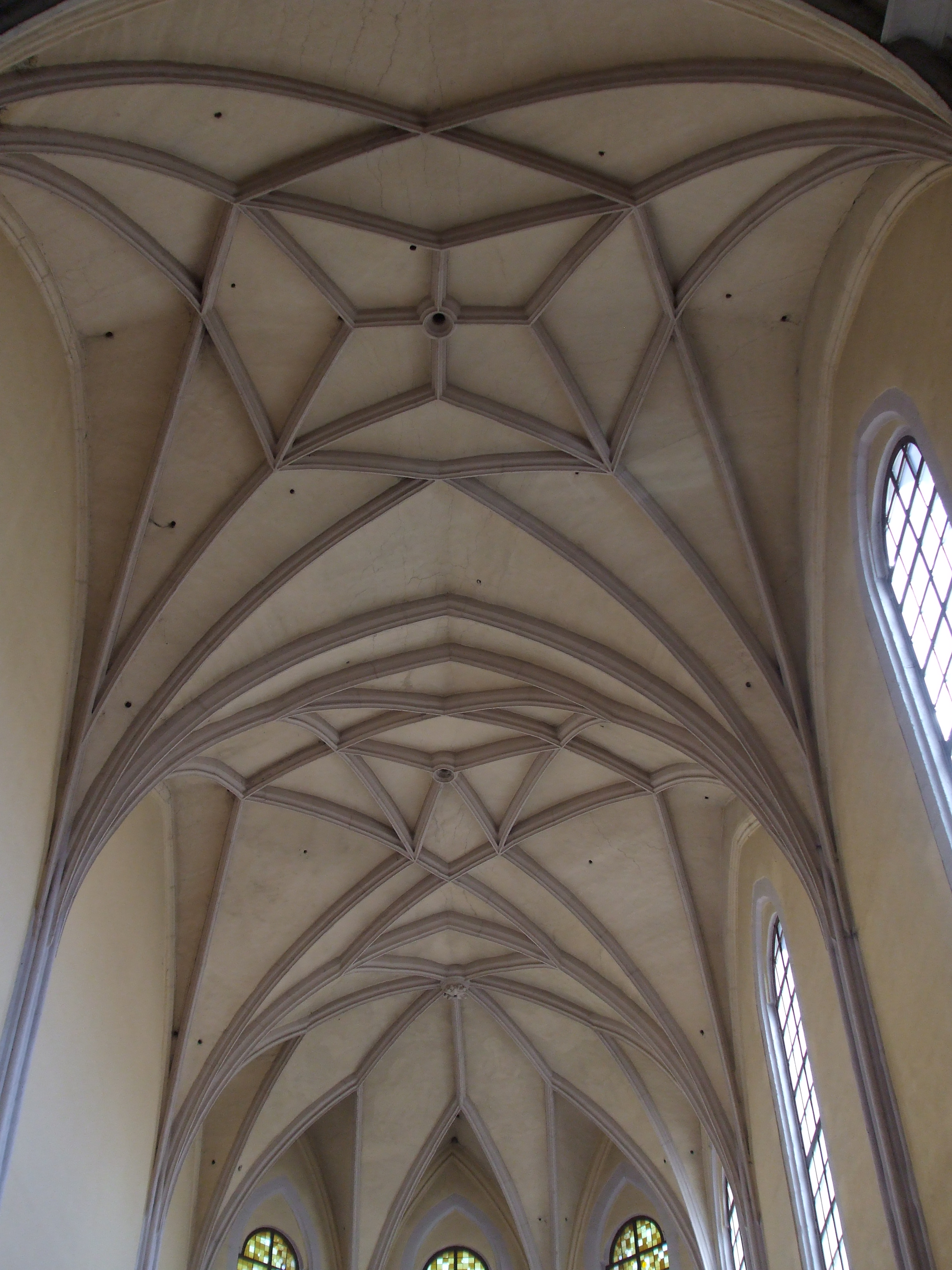
Le volte del presbiterio con i loro costoloni disposti a stella
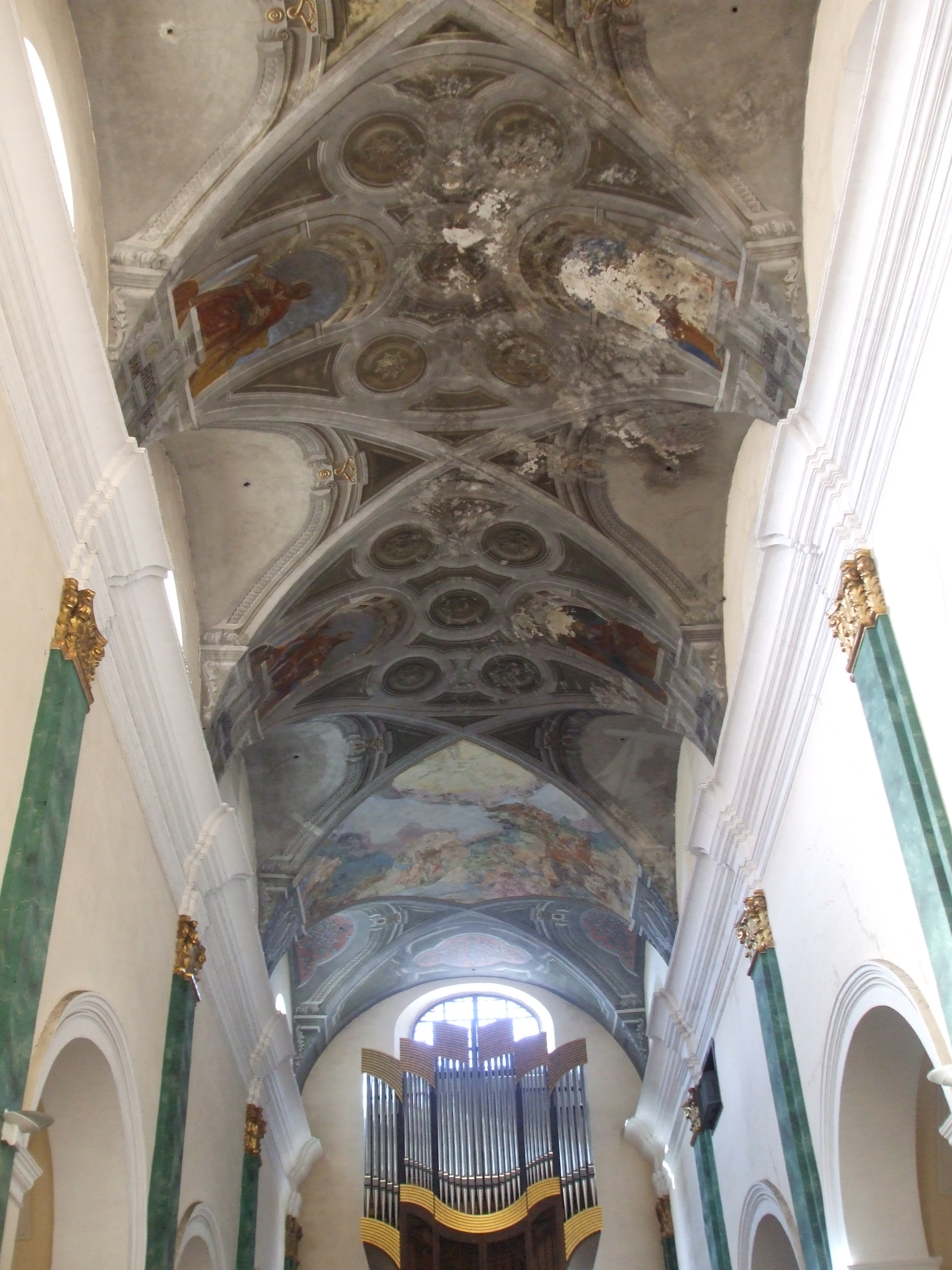
La volta a botte della navata centrale
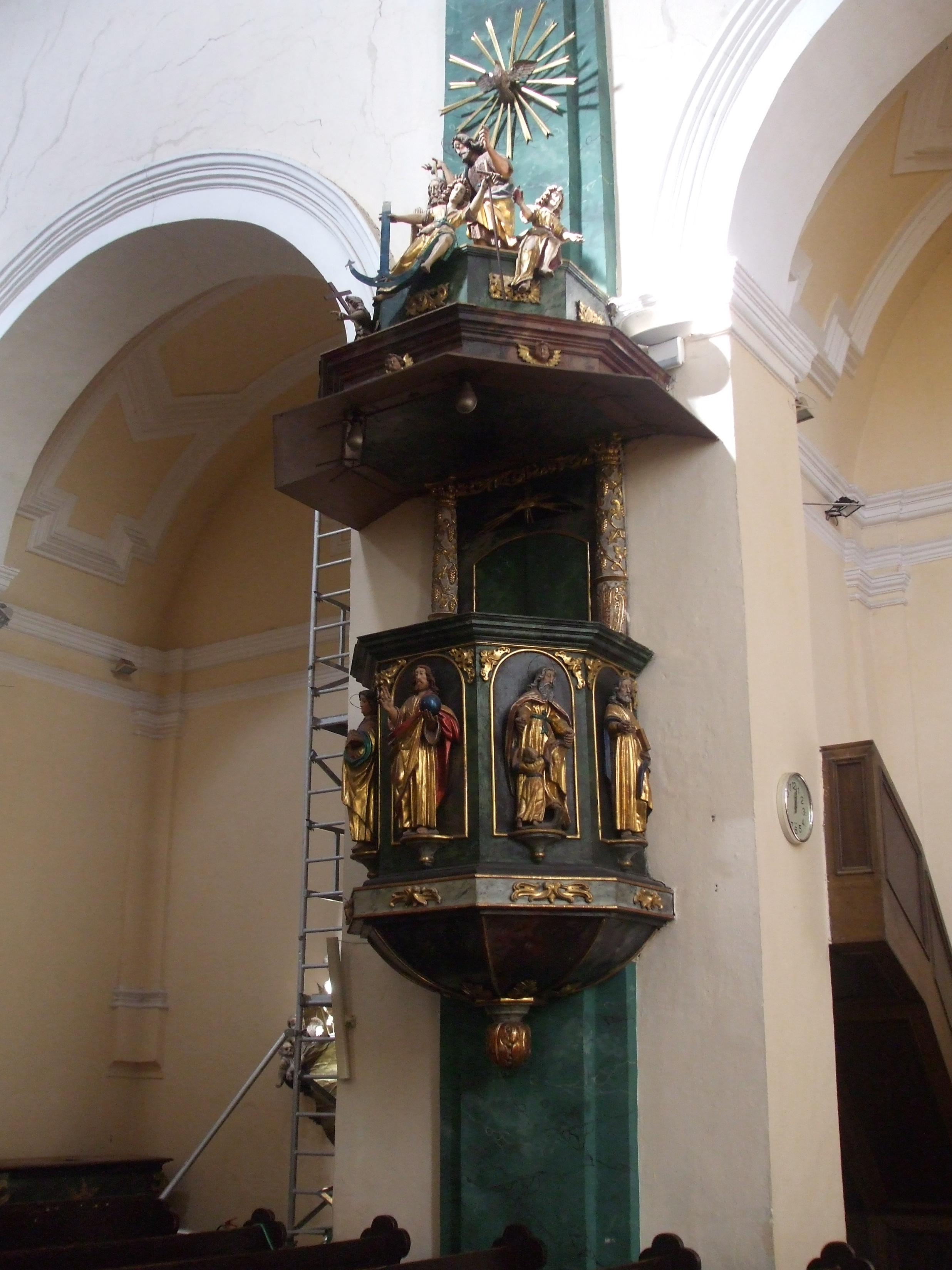
Il pulpito rococò